# Zvonilka (filmová série)

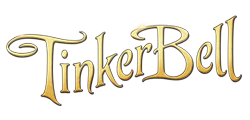
Anglické logo seriálu Zvonilka.

Filmová série Zvonilka, anglicky Tinker Bell, film series, o létající víle Zvonilce zahrnuje počítačově animované filmy studia Walta Disneye, spadá pod marketinkový projekt Disney Fairies (Disneyovy víly). Všechny filmy této série vytvořilo Disney Toon Studios. Dějově a částečně i graficky vychází z předchozích dvou snímků o Petru Panovi, které se odehrávají v Zemi Nezemi, jde o snímky Petr Pan z roku 1953 a jeho volné pokračování s názvem Petr Pan: Návrat do Země Nezemě z roku 2002, které byly vytvořeny za použití tradiční animace. Všechny pozdější animované filmy byly vytvořeny pomocí 3D návrhu.

## Přehled filmů
- Zvonilka[1], první snímek z roku 2008, první celovečerní film, hlavním tématem je zde hledání sama sebe
- Zvonilka a ztracený poklad[2], druhý snímek z roku 2009, druhý celovečerní film, hlavním tématem je zde kamarádství
- Zvonilka a velká záchranná výprava[3], třetí snímek z roku 2010, třetí celovečerní film, hlavním tématem je zde lidé a víly
- Zvonilka a Velké hry[4], čtvrtý snímek z roku 2011, první krátkometrážní snímek
- Zvonilka: Tajemství křídel[5], pátý snímek z roku 2012, čtvrtý celovečerní film, hlavním tématem je zde sesterství
- Zvonilka a piráti[6], šestý snímek z roku 2014, hlavním tématem je zde kouzelný prášek
- Zvonilka a tvor Netvor[7], sedmý snímek z roku 2015, hlavním tématem je zde záhadné zvíře

## Poznámka
Podle serveru imdb se postava víly Zvonilky/Zvoněnky vyskytuje minimálně v 19 různých audiovizuálních dílech.

### Další filmy studia Disney
- 1953 - Petr Pan, první animovaný film studia Disney, 14. snímek z tzv. animované klasiky Walta Disneye, všechna ostatní animovaná filmová díla převzala grafickou podobu Zvonilčiny postavy právě z tohoto snímku.
- 2002 - animovaný film Petr Pan: Návrat do Země Nezemě, volně navazuje na snímek z roku 1953
- 2011 - Vílí dobrodružství, animovaná televizní minisérie o víle Zvonilce/Zvoněnce obsahově kryjící se s prvními třemi filmy

## Další postavy série

### Ostatní víly
Zvonilka ve všech snímcích často vystupuje v partě svých vílích kamarádek:
- Vidia – víla větrnice, pyšná a rychlá vládkyně větrů, Zvonilku pomocí větru dopravila ze Světa lidí do Země Nezemě. Zvonilku ale nemá zpočátku příliš ráda. Zdá se, že na Zvonilku také trošku žárlí poté, co během Zvonilčina zrození ostatní víly zkonstatovaly, že kouzelná záře vycházející ze Zvonilčina všeumělského kladiva byla mnohem větší než u Vidie. Stylizována je jako statná i fyzicky velmi zdatná mladá černovlasá víla bílé pleti, která nosí fialové oblečení (dámský kostým), dlouhé kalhoty, má dlouhé a husté černé vlasy s ohonem vzadu přepásané fialovou stuhou, v dalších snímcích se ale většinou ke Zvonilce chová podstatně přátelštěji a vlídněji.
- Iris – víla světlonoška, ovládající světlo ve všech jeho podobách, baculatá víla černé pleti, nosí dlouhé žluté šaty a vlasy má přepásany čelenkou a sčesané do drdolu
- Rozeta – víla zahradnice, stará se o všechny rostliny, zejména o jejich květy, plody, semínka a cibulky, stylizována je jako krasomilná víla bílé pleti robustnější postavy, trochu nazrzlá a nepříliš fyzicky zdatná brunetka, parádnice, nosí fialové šaty s minisukní, vlasy má načančané jakoby od kadeřníka, přepásány bývají modrou stuhou, ve vlasech mívá různé květiny
- Fauna – víla chovatelka, stará se o všechna živá zvířátka, podsaditá víla bílé pleti s velkým copem, který je stažen zelenou stuhou ve tvaru motýlka, světlá brunetka – všechna zvířátka ji mají ráda na slovo ji poslouchají, nosí žluté tričko, žluté kamaše a hnědou minisukni
- Mlženka – vodní víla resp. vodoměrka, výrazně tmavovlasá víla světlé pleti, fyzicky dosti zdatná, nosí dlouhé úzké dole bleděmodré, nahoře zelenomodré šaty, své dlouhé černé vlasy má volně rozpuštěné

### Příbuzenstvo
- Modrovločka – Zvonilčina milovaná sestra zrozená z téhož dětského smíchu, zimní víla Mrazilka původem ze Zimolesa, při setkání se Zvonilkou jim oběma jejich vílí křidélka světélkují, při jejich vzájemném dotyku navíc silně září a navzájem se i uzdravují.

### Další kamarádi
- Terínek – elf, strážce kouzelného vílího zlatého nebo bílého prášku
- Zarina – víla, strážkyně vílího prachu, umí vyrábět další druhy vílího prachu (ze začátku z toho měla nemalé problémy)
- Bubla – elf, všeuměl, hubený a obrýlený šikula
- Cink – elf, všeuměl, tlustý a mohutný popleta
- Míla – šéfová všech všeumělů a všeumělek, stylizována je jako obtoustlá usedlá dáma ve středních letech

### Představenstvo Hvězdné roklinky
- Královna Klarion, vládkyně roklinky sídlící ve Stromě obrození, má velká zlatá neprůhledná motýlí křídla, kterými důstojně a pomalu mává, ovládá mnoho kouzel
- ministr jara, hubený elf
- ministryně léta, robustní víla tmavé pleti
- ministr podzimu, hubený elf
- ministryně zimy, štíhlá bíle či stříbřitě oděná víla světlé pleti
- Lord Milory, vládce zimolesa, zamilovaný do Královny Klarion, která jeho lásku opětuje (ukázáno ve filmu Zvonilka:Tajemství křídel) , víla s bílými vlasy a bílým pláštěm s peřím, nelétá kvůli zlomenému křídlu